# Supercoppa spagnola 2010 (pallacanestro maschile)
La Supercoppa spagnola 2010  è la 7ª Supercoppa spagnola di pallacanestro maschile, organizzata dalla ACB e la 11ª edizione in generale.
Sarà disputata il 24 e il 25 settembre 2010 presso la Fernando Buesa Arena di Vitoria tra i seguenti quattro club:
- Saski Baskonia, squadra ospitante e campione di Spagna 2009-10
- Barcellona, vincitore della Coppa del Re 2010 e vincitore dell'Eurolega 2009-10
- Valencia, vincitore dell'Eurocup 2009-10
- Real Madrid, miglior posizione in Liga ACB 2009-10

## Tabellone
|  | Semifinali | Semifinali     | Semifinali |            |          | Finale   | Finale | Finale |  |
|  |            |                |            |            |          |          |        |        |  |
|  | 1          | Saski Baskonia | 66         |            |          |          |        |        |  |
|  | 1          | Saski Baskonia | 66         |            |          |          |        |        |  |
|  | 3          | Valencia       | 67         |            |          |          |        |        |  |
|  | 3          | Valencia       | 67         |            | Valencia | Valencia | 63     |        |  |
|  |            |                |            |            | Valencia | Valencia | 63     |        |  |
|  |            |                | Barcellona | Barcellona | 83       |          |        |        |  |
|  | 2          | Barcellona     | Barcellona | Barcellona | 83       | 89       |        |        |  |
|  | 2          | Barcellona     |            |            |          |          |        |        |  |
|  | 4          | Real Madrid    | 55         |            |          |          |        |        |  |

## Semifinali
| Arbitri: | José Antonio Martín Bertrán Juan Luis Redondo Oscar Perea |

|                  |            |                     |
| Teletović 14     | Punti      | 18 Liščuk           |
| Huertas, Ribas 4 | Assist     | 6 Cook              |
| San Emeterio 11  | Rimbalzi   | 7 Savanović, Šundov |
| Duško Ivanović   | Allenatori | Manolo Hussein      |

| Arbitri: | Daniel Hierrezuelo Antonio Conde Carlos Peruga |

|                           |            |                |
| Morris 16                 | Punti      | 15 Tucker      |
| Navarro 6                 | Assist     | 3 Prigioni     |
| Perović, Rubio, Vázquez 6 | Rimbalzi   | 5 Reyes        |
| Xavier Pascual Vives      | Allenatori | Ettore Messina |

## Finale
| Arbitri: | Daniel Hierrezuelo Juan Luis Redondo Jiménez Trujillo |

| |            | |
| Navarro 22 | Punti      | 16 Savanović |
| Rubio 4 | Assist     | 5 Cook |
| Morris 8 | Rimbalzi   | 10 Šundov |
| 8 Sada• 11 Navarro• 21 N'Dong• 23 Morris• 33 Mickeal 5 Basile• 9 Rubio• 10 Lakovič• 13 Perović• 17 Vázquez• 25 Lorbek• 44 Grimau | Formazioni | 6 Richardson• 12 Liščuk• 17 Martínez• 20 Savanović• 99 Cook 9 Claver• 10 Simeón• 22 de Colo• 23 Fernández• 30 Arnau• 33 Šundov |
| Xavier Pascual Vives | Allenatori | Manolo Hussein |